# Piotr Siemaszko
Piotr Siemaszko – polski filolog, dr hab. nauk humanistycznych, profesor uczelni Katedry Literatury Polskiej i Rosyjskiej, oraz dziekan Wydziału Literaturoznawstwa Uniwersytetu Kazimierza Wielkiego.

## Życiorys
23 kwietnia 1996 obronił pracę doktorską Zmienność i trwanie: antynomiczne kategorie rzeczywistości w eseistyce Zbigniewa Herberta, 9 października 2009 habilitował się na podstawie pracy zatytułowanej Od akademizmu do ekspresjonizmu. Sugestie pikturalne w poezji polskiej końca XIX i początków XX wieku. Został zatrudniony na stanowisku profesora nadzwyczajnego w Instytucie Filologii Polskiej na Wydziale Humanistycznym Uniwersytetu Kazimierza Wielkiego.
Jest profesorem uczelni Katedry Literatury Polskiej i Rosyjskiej, a także dziekanem na Wydziale Literaturoznawstwa Uniwersytetu Kazimierza Wielkiego.